# Патриот (парк)
Парк «Патрио́т» (Федеральное государственное автономное учреждение «Центральный военно-патриотический парк культуры и отдыха Вооружённых Сил Российской Федерации „Патриот“») — российский военно-патриотический парк культуры и отдыха, расположенный рядом с городом Кубинка Одинцовского городского округа Московской области.

## История местности
В районе парка с 1938 года действовали авиабаза и танковый полигон. Рядом действует полигон «Алабино».

## Описание
Церемония заложения первого камня парка была проведена с участием Министра обороны Российской Федерации Сергея Шойгу и губернатора Московской области Андрея Воробьёва 9 июня 2014 года.

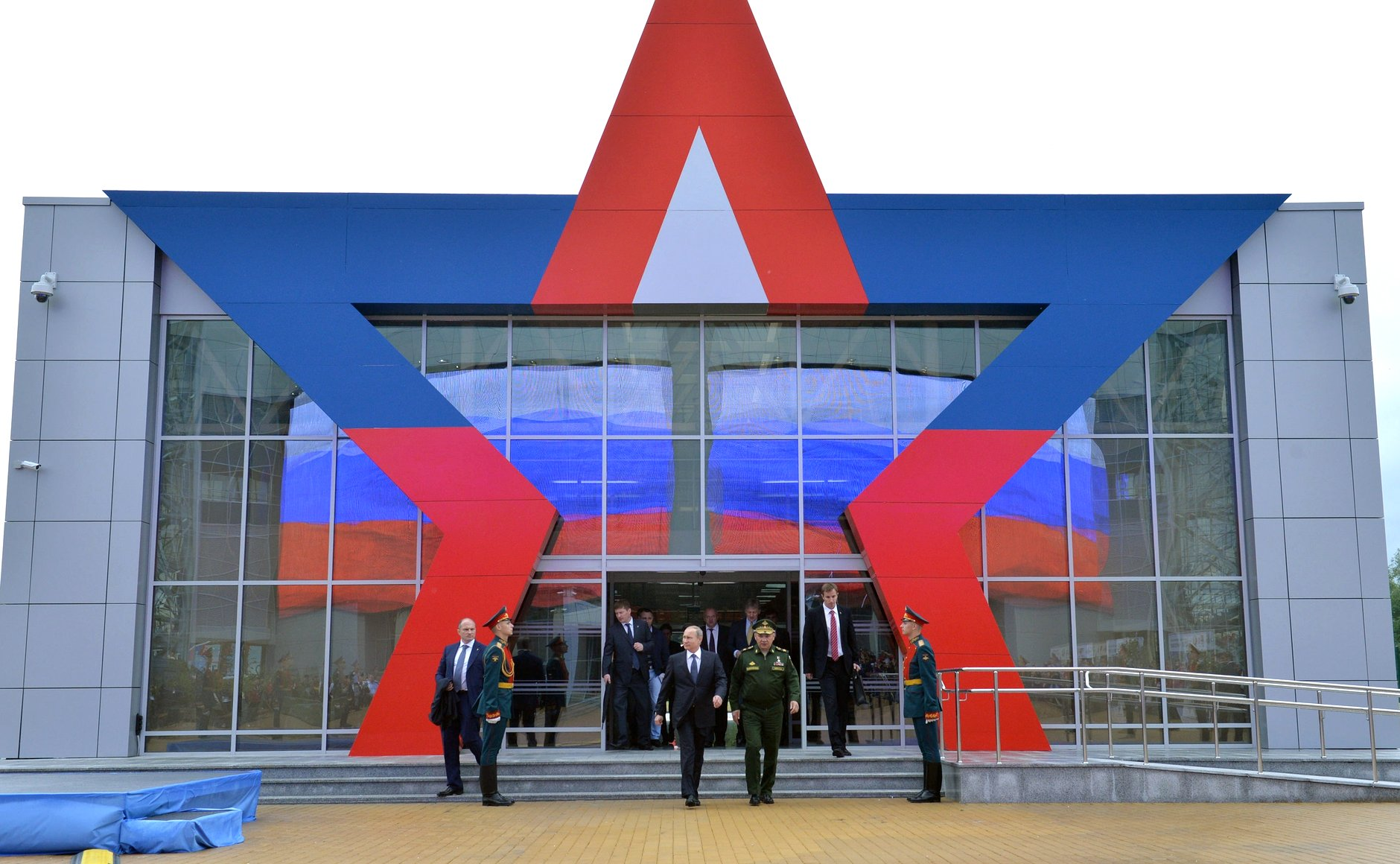
Конгрессно-выставочный центр «Патриот»

На территории парка, который занимает площадь более 5 тысяч гектаров, размещены музей авиации (включая авиабазу «Кубинка»), музей бронетанковой техники, музей артиллерии и спортивные сооружения. Парк также предназначен для проведения исторических выставок и экспозиции образцов вооружений и военной техники. На территории парка будут созданы кластеры родов и видов вооружённых сил: Сухопутных войск, Военно-воздушных сил, Военно-морского флота, Воздушно-космических сил, Ракетных войск стратегического назначения, Воздушно-десантных войск. Каждый кластер будет поделён на несколько тематических зон, включающих выставки военной техники, аттракционы и макетные полигоны. Для доставки на территорию парка тяжёлой гусеничной и автомобильной военной техники построена железнодорожная ветка от станции Кубинка протяжённостью более 10 километров.
16 июня 2015 года был открыт Конгрессно-выставочный центр Вооружённых сил Российской Федерации, расположенный на территории парка. В этот же день в нём началось проведение первого мероприятия — международного военно-технического форума «Армия-2015», которое посетил Президент России Владимир Путин. Президент отметил, что Конгрессно-выставочный центр «Патриот» станет хорошей площадкой для демонстрации новейшей техники и вооружения России. С этого времени в Конгрессно-выставочном центре проходят все крупные мероприятия Минобороны России — выставки, форумы, совещания, коллегии Минобороны, брифинги, а в самом парке «Патриот» ещё и реконструкции боёв, исторических событий и т. п.
С декабря 2015 года в соответствии с приказом Министра обороны Российской Федерации Конгрессно-выставочный центр является самостоятельной организацией в форме ФГАУ «КВЦ „Патриот“».

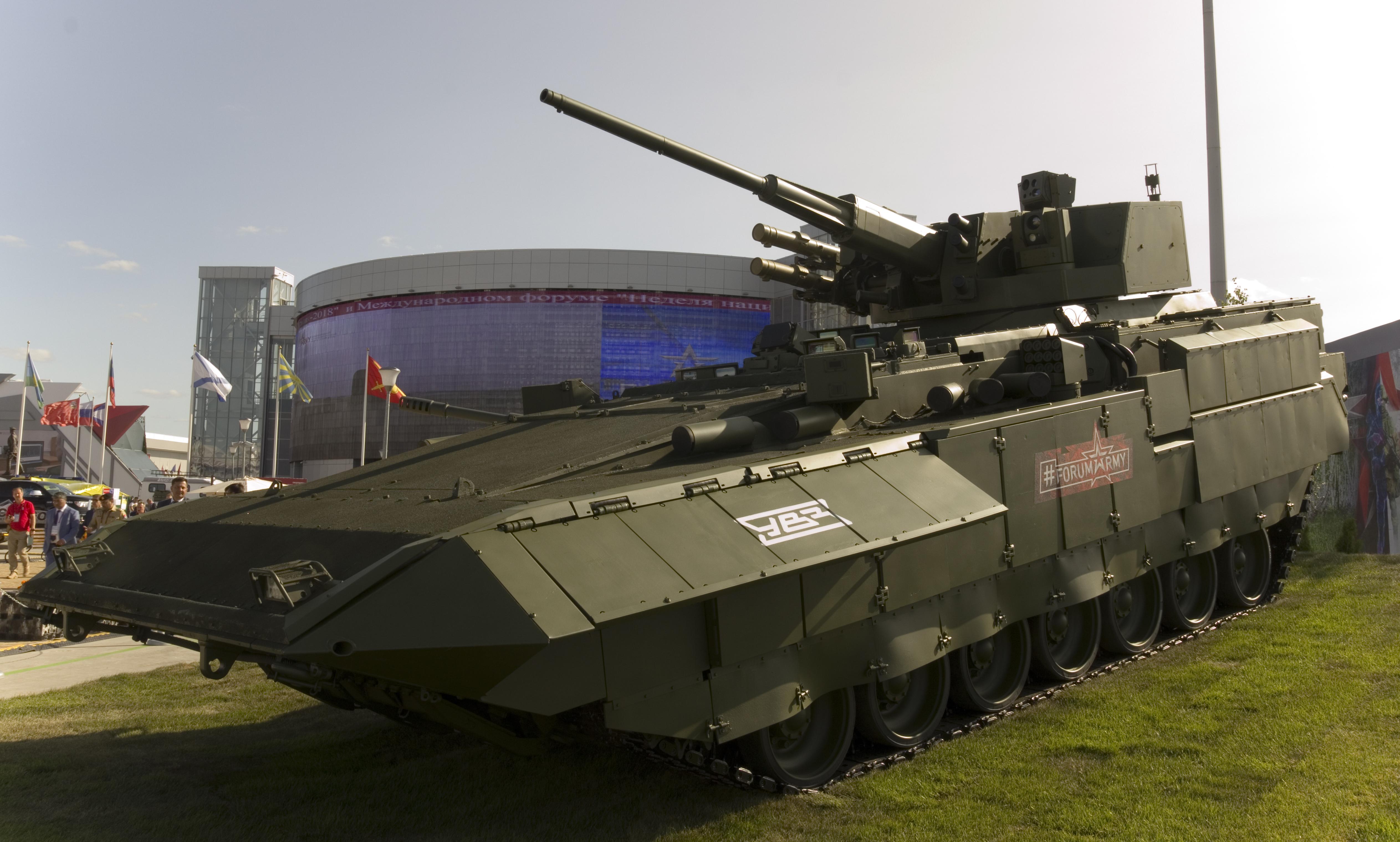
Международный военно-технический форум «Армия-2018». Конгрессно-выставочный центр «Патриот», 21 августа 2018 года

В январе 2016 года в парке проведена церемония закладки и освящения камня в основании православной часовни в честь погибших воинов. К маю 2016 года храм, получивший наименование в честь Святого великомученика Георгия Победоносца был построен и освящён.
В январе 2016 года на территории парка открыт историко-мемориальный комплекс «Партизанская деревня». Комплекс состоит более чем из 20 объектов (штабные землянки, конюшня, блиндажи, медпункт, склад оружия и боеприпасов, мастерская по изготовлению взрывчатки, кухня, пекарня, баня, красный уголок, клуб и др.), где в мельчайших подробностях воссозданы быт и будни партизанского отряда времён Великой Отечественной войны.
В июне 2017 года открыт Многофункциональный огневой центр, предназначенный для стрельбы из стрелкового оружия калибром до 12,7 мм и гранатомётов.
В марте 2017 года с целью дальнейшего развития парка создан попечительский совет, в который вошли представители органов государственной власти, госкорпораций, бизнес-структур, общественных организаций, средств массовой информации, видные деятели науки, культуры и спорта. Председателем совета избран Герой Советского Союза, глава Союза десантников России Валерий Востротин.

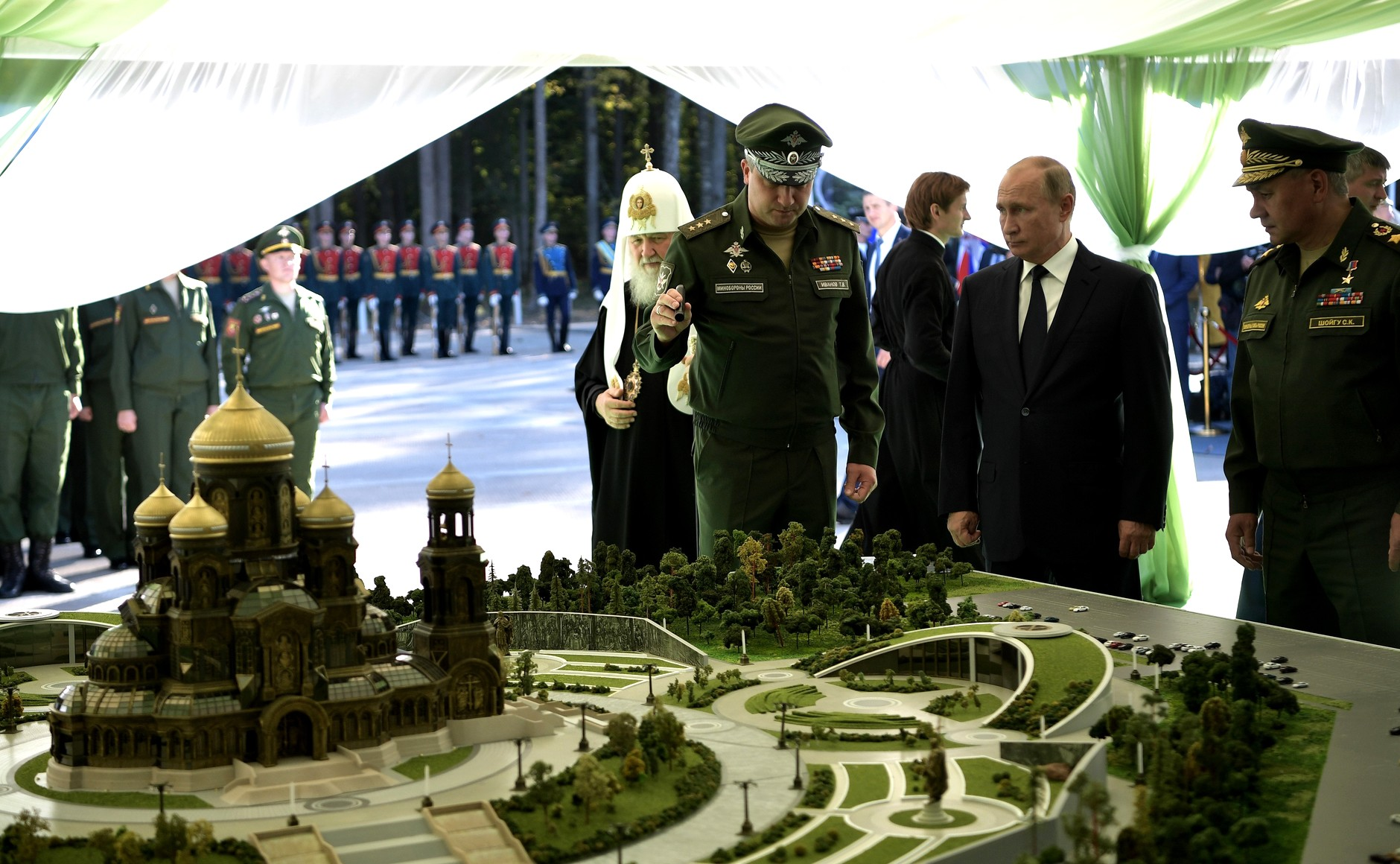
Осмотр Владимиром Путиным макета Главного храма Вооружённых сил, 19 сентября 2018 года

В ноябре 2017 года начато строительство кольцевой железной дороги. Она будет проходить вокруг поля, на котором проходят исторические реконструкции и будет включать две станции.
В ноябре 2018 года Минобороны России сообщило о создании на территории парка Центрального музея Воздушно-космических сил Российской Федерации.
В сентябре 2019 года на территории парка был заложен камень в основании учебно-методического центра военно-патриотического воспитания молодежи «Авангард», завершение строительства которого намечено на 2020 год. В марте 2021 года новый центр, где устроены по самым современным требованиям учебные корпуса, спортивный комплекс, комнаты отдыха, столовая, был официально открыт министром обороны РФ Сергеем Шойгу вместе с мэром Москвы Сергеем Собяниным и губернатором Московской области Андреем Воробьёвым.
На территории парка к 75‑летию Победы в Великой Отечественной войне завершилось строительство Главного храма Вооружённых сил Российской Федерации в честь Воскресения Христова. Закладной камень был освящён Патриархом Московским и всея Руси Кириллом в присутствии Президента России Владимира Путина и Министра обороны Российской Федерации Сергея Шойгу 19 сентября 2018 года. Сбор добровольных пожертвований на его возведение проводился с сентября 2018 года. 13 марта 2019 года пресс-секретарь Президента России Дмитрий Песков сообщил, что глава государства перевёл личные средства на создание центральной иконы главного храма Вооружённых сил РФ в парке «Патриот» — образа Спаса Нерукотворного, которая также будет считаться главной иконой Вооружённых сил РФ. Икона и весь уникальный складень полностью создан на личные средства Путина.

### Экспозиции

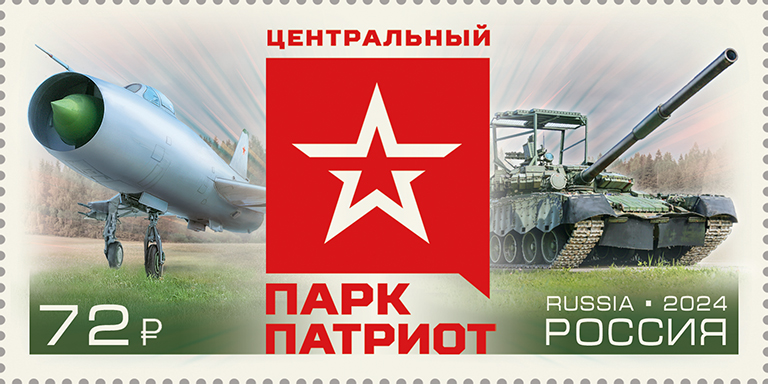
Марка Почты России, 2024 год.

В комплекс Главного храма Вооруженных сил вошёл музей под открытым небом с символичным названием «Поле победы», который расположился в месте, где нацисты предприняли последнюю попытку прорваться к столице, и представляет собой собирательный образ сражения под Москвой в 1941 году. В качестве экспонатов в музее выступают вооружения и боевая техника времен Великой Отечественной войны.
В 2024 году в парк доставили трофейную технику украинских вооружённых сил, произведённую в странах-участницах альянса НАТО и захваченную в ходе российского нападения на Украину.
В 2024 году Почтой России выпущена марка, посвященная парку, на которой изображены самолёт Су-9 и танк Т-80БВ, а также символика парка.

## Руководство
- Директор парка — Вячеслав Ходжиевич Ахмедов (с 8 октября 2021 до ареста в августе 2024 года).
- Первый заместитель директора — Богданов Сергей Николаевич.
- Заместитель директора по материально-техническому обеспечению — Зубарева Алла Ивановна.
- Заместитель директора по технической части — Довбня Александр Леонидович.

## Характеристики
- Общая площадь — 5414 га
- Военная часть — 3530 га
- Гражданская часть — 1884 га

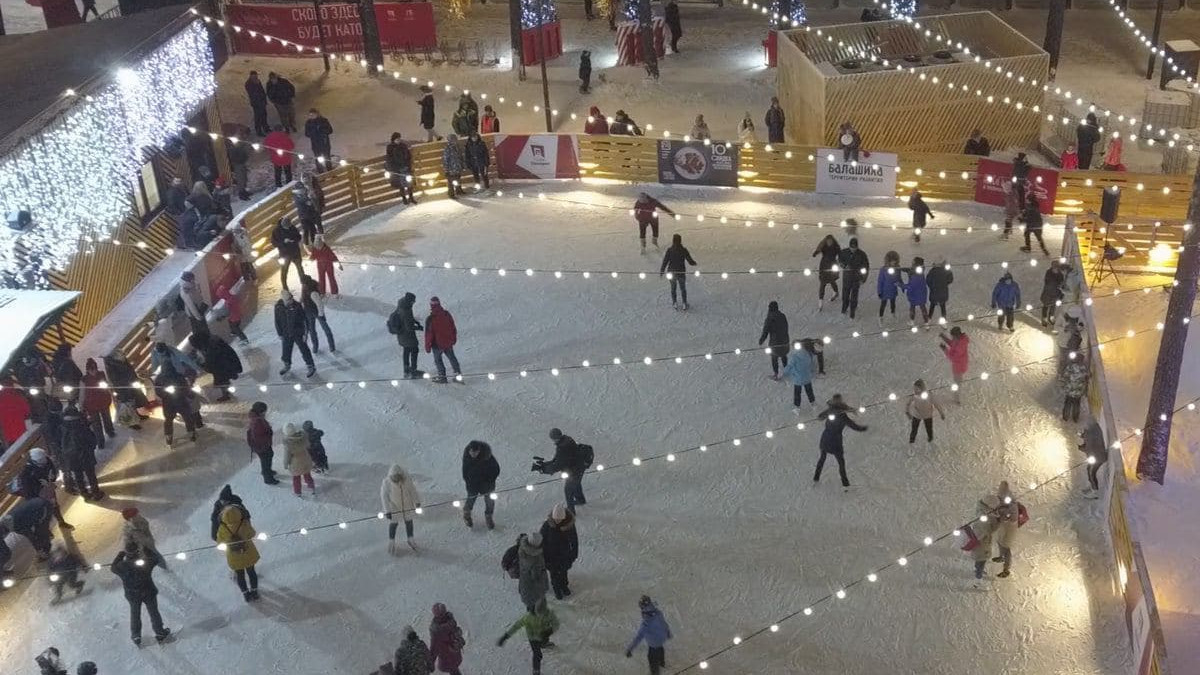
Международный фестиваль имени Валерия Халилова Музыка на льду в парке «Патриот». 31 января 2022 года

- Максимальная посещаемость — до 20 000 человек в день

## Транспорт

### Автобусы
Парк обеспечивается автобусным транспортом:
- автобусами 75 и 189 — на регулярной основе;
- в дни проведения форума «Армия» — бесплатными автобусами от станций Кубинка I и Селятино. В 2023 году — автобусы от станций Кубинка I и Голицыно[19].

### Железная дорога
К объектам парка подходит железнодорожная линия от станции Кубинка I. Пассажирские перевозки по линии производятся поездами, следующими с Белорусского вокзала и станции Кубинка I в дни проведения форума «Армия». На территории парка расположены две остановки поезда.

#### Технический центр
Платформа, расположенная в западной части парка в районе танкового музея (технического центра).

#### Парк «Патриот»
Станция, расположенная в южной оконечности парка в районе центра экстремальных видов спорта, а также центра военно-тактических игр.

## Военно-технический форум «Армия»

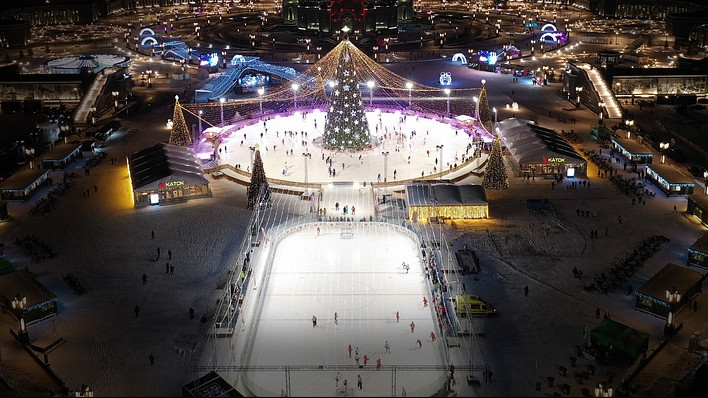
Парк «Патриот» зимой

С 2015 года на территории парка «Патриот» ежегодно проходит Международный военно-технический форум «Армия», являющийся крупнейшей международной военно-технической выставкой.
На первом форуме «Армия» были представлены делегации из 70 иностранных государств, на, прошедшем в 2019 году, пятом юбилейном форуме «Армия-2019» присутствовало уже 120 иностранных государств.
Начиная с 2017 года, форум проходит на нескольких площадках сразу в разных городах России, но территория парка «Патриот» остаётся главной площадкой форума.

## Филиалы

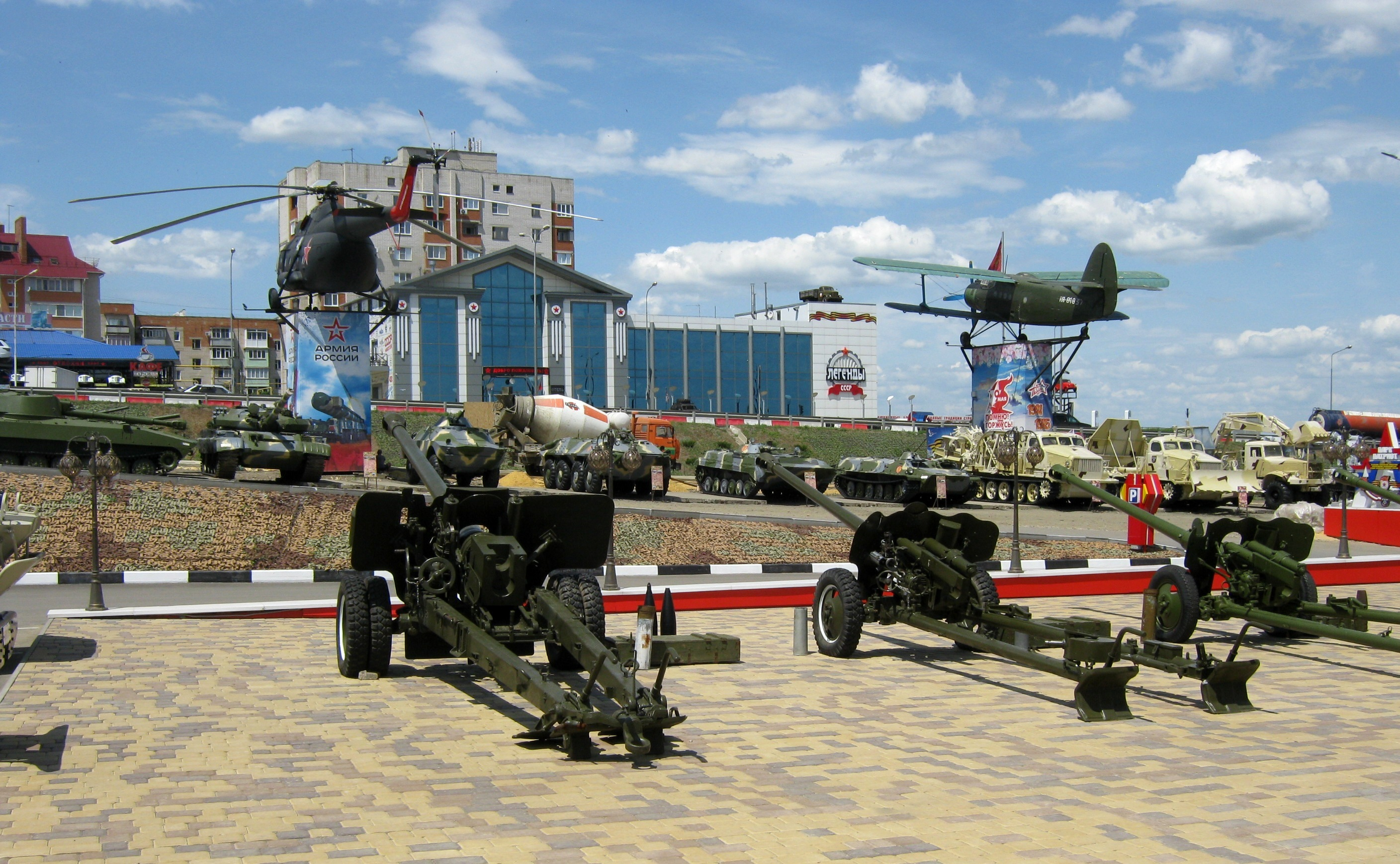
Филиал парка «Патриот» в Каменске-Шахтинском Ростовской области

- В 2016 году Министерство обороны России сообщило о создании Филиалов парка в Севастополе и Кронштадте[23][24].
- 26 мая 2018 года состоялась церемония открытия Филиала парка «Патриот» в Каменске-Шахтинском Ростовской области, рядом с федеральной автотрассой М4 «Дон»[25]. На территории парка был открыт отель с элементами военно-патриотической направленности[26].
- 8 мая 2019 года открылся филиал парка «Патриот» в Туле[27].
- 3 декабря 2021 года открылся филиал парка «Патриот» в Северодвинске.

## Санкции
23 февраля 2024 года парк Патриот был включён в санкционный список Канады против организаций, связанных с военно-промышленным комплексом. Также парк был включён в санкционный список Австралии.

## Происшествия
28 июля 2024 года один человек погиб после удара молнии, ещё трое пострадали.

## Уголовное дело
7 августа 2024 года стало известно, что директор парка Вячеслав Ахмедов арестован. Следствие полагает, что Ахмедов вместе с соучастниками причастны к хищению бюджетных средств, которые были выделены на обеспечение работы парка «Патриот» и конгрессно-выставочного центра.